# Nemestrinus laetus
Nemestrinus laetus är en tvåvingeart som först beskrevs av Friedrich Hermann Loew 1873.  Nemestrinus laetus ingår i släktet Nemestrinus och familjen Nemestrinidae. Inga underarter finns listade i Catalogue of Life.